# مالبوگو مولفی
مالبوگو مولفی (انگلیسی: Malebogo Molefhe؛ زادهٔ ح. 1980) یک بازیکن بسکتبال اهل بوتسوانا است که پس از آنکه ۸ بار مورد اصابت گلوله قرار گرفت علیه خشونت مبتنی بر جنسیت فعال شد. در سال ۲۰۱۷ او در زمره زنان بین‌المللی شجاع برگزیده شد.

## زندگی‌نامه
مؤلفی حدود سال ۱۹۸۰ بدنیا آمد. او در شهر مانیانا در بوتسوانا در جنوب آفریقا زندگی می‌کند او از هجده سالگی یک بسکتبالیست حرفه ای و عضو تیم ملی بسکتبال کشورش بود. تا اینکه در ۲۹ سالگی فلج شد.
در سال ۲۰۰۹ پس از چند مشاجره مبتنی بر جنسیت نامزد سابقش، که یک افسر ارتش بود، به روی او سلاح کشید و هشت بار اورا مورد شلیک گلوله قرار داد. ضارب که بعضی او را دیوانه توصیف کردند جان خود را نیز گرفت. مالبوگو از مرگ نجات یافت اما به دلیل جراحت ستون فقرات بقیه عمر می‌باید از صندلی چرخدار استفاده کند.
این باعث شد که مولبوگو خود یک حامی بازماندگان خشونت بر اساس جنسیت و خشونت خانگی شود. او در کشورش بوتسوانا کارگاه‌ها و تجهیزات برای تمرین ایجاد کرد که برای نهادهای دولتی و هم سازمان های غیردولتی مورد استفاده قرار گرفت. او دریافت که جنبه‌های فرهنگی وجود دارد که مانع از آنند که خشونت‌های جنسیتی مهار شوند. لذا او داوطلب شده‌است که آگاهی را در جهت نیاز به تغییر بالا برد.
مالبوگو دختران جوان کشورش را آموزش اعتماد به نفس می‌دهد تا آنها را به ایستادن در مقابل خشونت جنسیتی قادر سازد. او بهمراه وزارت آموزش بوتسوانا برنامه ای را برای کودکان ترتیب داده‌اند تا آنها را در مقابل خشونت جنسیتی و دیگر موارد خشونت خانگی کمک کنند. مالبوگو همچنین مشوق ورزش‌های توانبخشی وکلا ورزش برای زنان تشویق می‌باشد.
در ۲۹ مارس ۲۰۱۷ وزارت خارجه آمریکا در واشینگتن به او و ۱۲ زن دیگر از ملیت‌های گوناگون جایزه بین‌المللی زنان شجاع را اعطا کرد. مالبوگو اولین زن بوتسوانایی بود که به دریافت این جایزه نائل می‌شد. بنا بر گزارش صندوق جمعیت سازمان ملل متحد بیش از دو سوم زنان بوتسوانا در زندگی خود نوعی خشونت جنسیتی را تجربه کرده‌اند.